# ヘームゼン
ヘームゼン (ドイツ語: Heemsen) は、ドイツ連邦共和国ニーダーザクセン州のニーンブルク/ヴェーザー郡に属す町村（以下、本項では便宜上「町」と記述する）である。

## 地理

### 位置
ヘームゼンはヴェーザー川のブレーメンとハノーファーのほぼ中間に当たり、ヴィルデスハウザー・ゲースト自然公園とシュタインフーダー・メーア自然公園の間に位置している。町域内をヴェルペ川が流れている。東部にはリヒテンモーアが位置する。この町はロールゼンに本部を置くザムトゲマインデ・ヘームゼンに属す。

### 自治体の構成
この町は、以下の4つの地区からなる。
- アンデルテン
- ガーデスビュンデン
- ヘームゼン
- リヒテンモーア

## 歴史
ヘームゼンは1096年に初めて文献に記録されている。町域内には2つの防塁砦跡が遺されている。アンデルテンの集落近くにはアンデルテンブルクがあり、ミッテルヴェーザー地方をファリングボステル方面へ通っていた街道を管理していた。ヘームゼンの集落から約1km南東の、シュタインプケへの街道沿いの湿地にブルンスブルク跡がある。その防塁の一部は現在も遺されている。1907年の主城区画の発掘により、その成立が9世紀に遡ることが判明した。

### 町村合併
アンデルテンとガーデスビュンデンは1974年の町村再編までは独立した町村であった。

## 行政

### 議会
ヘームゼンの町議会は11議席からなる。

## 文化と見所

### 建造物
- 聖ミヒャエリス教会 — 特徴的な塔と屋根の上の小塔のコンビネーションを有する教会。
- ブルンスブルク — 中世初期の防塁砦。良く保存された遺構を持つ。

## 経済と社会資本

### 交通
この町はロールゼンからヴァルスローデに至る連邦道B209号線に面している。

## 人物

### ゆかりの人物
- ゲルハルト・フォン・シャルンホルスト（1755年 - 1813年）プロイセンの軍人。子供時代の一時期ヘームゼン町内にあったヘーメルゼー農園で育った。

## 引用
1. ↑  Landesamt für Statistik Niedersachsen, LSN-Online Regionaldatenbank, Tabelle A100001G: Fortschreibung des Bevölkerungsstandes, Stand 31. Dezember 2023